# Kasteel Wijdenes
Het voormalige Kasteel Wijdenes lag nabij het dorp Wijdenes in de Nederlandse gemeente Drechterland. Na de strijd tussen de West-Friezen en de graven van Holland in de 13e eeuw lukte het graaf Floris V na een mislukte poging in 1272 om in 1282 de West-Friezen te onderwerpen, waarna een aantal dwangburchten werden gebouwd.
Een van deze burchten was gelegen ten zuiden van Wijdenes, de exacte plaats hiervan is tot op heden onbekend. Men gaat er van uit, dat deze waarschijnlijk ergens buitendijks, in het huidige Markermeer gelegen is. Dit is aannemelijk omdat er in 1434 een overstroming is geweest, waarna er een nieuwe dijk werd gebouwd, waardoor er circa 60 hectare land buitendijks kwam te liggen. Waar voorheen een 'wijde nes' lag, ligt sindsdien een rechte dijk.
Van 1996 tot en met 1998 is er onderwater archeologisch onderzoek gedaan waarbij op een zandplaat ongeveer 250 meter uit de kust twee stroken grote middeleeuwse bakstenen (kloostermoppen) werden gevonden die zouden kunnen wijzen op resten van het vroegere kasteel.
Om de West-Friezen onder de duim te houden heeft Floris V, naast het kasteel in Wijdenes ook kasteel Radboud in Medemblik gebouwd, alsmede de burchten Nieuwburg en Middelburg bij Alkmaar en de Nuwendoorn bij Warmenhuizen / Eenigenburg.